# Cedro (Ceará)
Cedro es un municipio brasilero del estado del Ceará. Se localiza a una latitud 06º36'24" sur y a una longitud 39º03'44" oeste, estando a una altitud de 250 metros. Su población estimada en 2004 era de 24.643 habitantes. Posee un área de 678,86 km².

## Etimología
El topónimo Cedro es una alusión la abundancia del árbol existente en la región en el municipio. Su denominación original era Fazenda Cedro, después Cedrinho de Açucar y desde 1920, Cedro.

## Historia
Las tierras de la región comprendida entre las sierras: de la Mutuca, de Santa Maria y del Boqueirão; y entre los ríos Jaguaribe y Salgado, eran habitados por diversas etnias, entre ellas los indios Icó, Icozinho y Quixelô. La expansión de la ganadería en el siglo XVII y la minería en el siglo XVIII, surgen haciendas de ganado, una de las mayores fue la Hacienda del Cedro. Con la expansión de la Vía de Ferrocarril de Baturité en la dirección de la ciudad del Crato en el siglo XX, el curso de esta vino a cortar las tierras de la citada hacienda y con la construcción de dos estaciones de tren( Marisma, Malhada Grande y Cedro) y de esta forma surgió el poblado que más tarde se transformó en la ciudad del Cedro.

## Política
La administración municipal se localiza en la sede: Cedro.

## Subdivisión
El municipio es dividido en siete distritos: Cedro(sede), Assunção, Candeias, Lagedo, Santo Antônio, São Miguel y Marisma de la Concepción.

## Geografía

### Clima
Tropical caliente semiárido con un promedio de lluvias media de 939 mm con lluvias concentradas de enero a la abril.

### Hidrografía y recursos hídricos
Las principales fuentes de agua forman parte de las cuencas del Alto Jaguaribe y del Salgado, siendo ellas los riachos: São Miguel, Jacu y del Machado y otros tantos. Existen diversas represas entre ellos.

### Vegetación
La vegetación típica del municipio es la caatinga arbustiva densa, con una pequeña área cubierta con bosque ciliar.

## Economía
La economía local está basada en la agricultura: banana, arroz, maíz, algodón arbóreo y herbáceo y frijol; ganadería: bovino, porcino y avícola.
Existen nueve industrias: dos de productos alimenticios, una textil, una de muebles, una química, tres madereras, y una de productos minerales no metálicos.